# 飯山站
飯山站（日语：〔〕／〔〕 Iiyama eki */?）是位於日本長野縣飯山市的東日本旅客鐵道（JR東日本）鐵路車站。它在1921年（大正10年）10月20日開業，由JR東日本長野支社負責管轄。是飯山市的中心車站。
因應北陸新幹線由長野站延長至金澤站並在此設站，整個車站亦將會向南移約300米。2014年11月9日，新站舍及新在來線月台正式啟用，通往新幹線的月台則已2015年3月14日起開始使用。
現時飯山線的南端總站為豐野站，但所有列車均會轉入信越本線繼續行駛至長野站。新幹線通車後，長野站至豐野站的一段信越本線將交由信濃鐵道營運，但飯山線則仍然由JR東日本所營運，運行方式亦沒有改變。

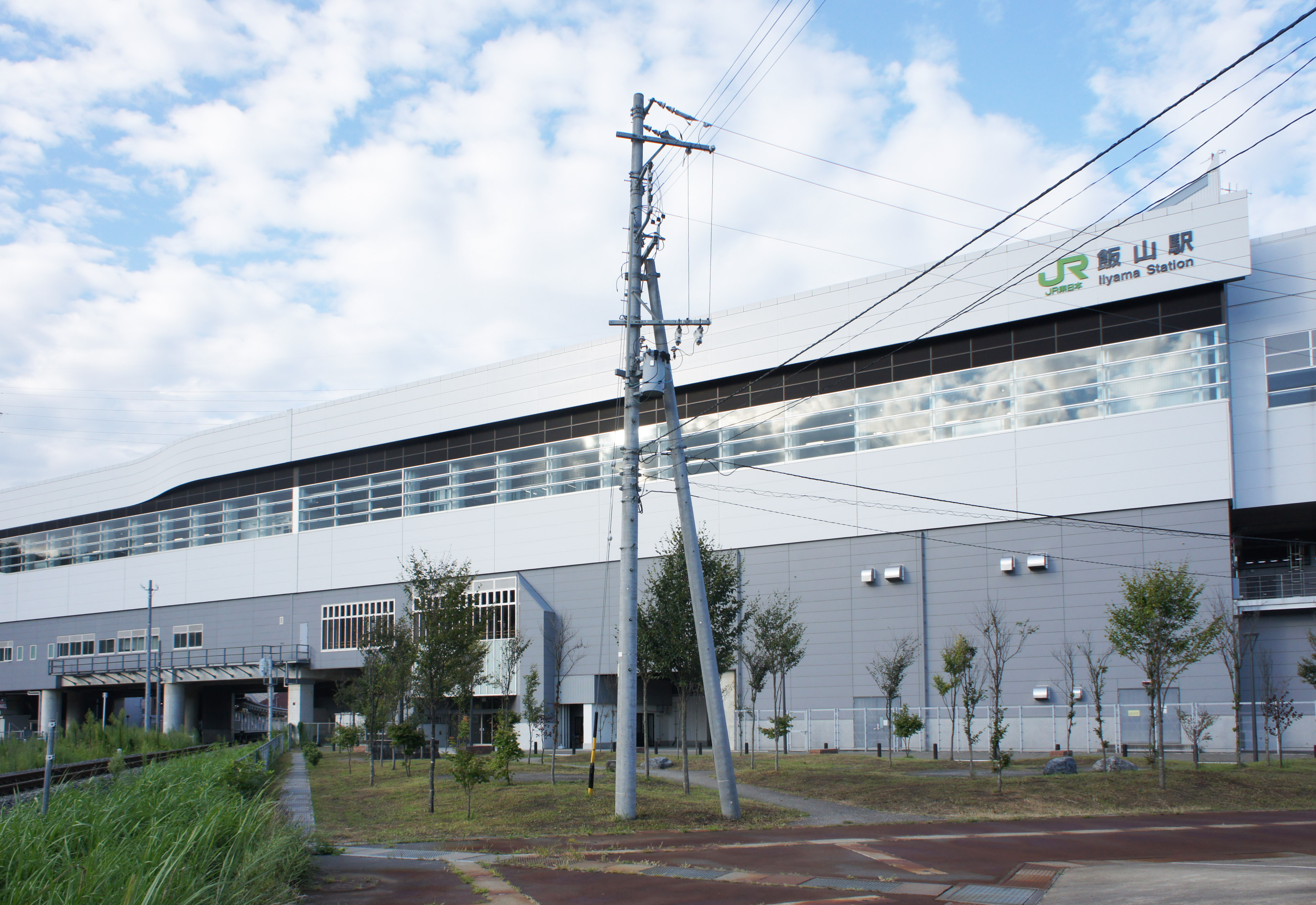
南口（2021年8月）

## 車站結構

### 在來線
站舍轉移時使用中的在來線月台，地面部分島式月台1面2線的地面車站，與站舍2樓接續的跨站式站房。月台長度為87米，可對應在來線車輛（1節為20米）4節編組。

### 新幹線
2015年（平成27年）3月14日起開始使用的新幹線月台，站舍3樓設有對向式月台2面2線的高架車站，不設通過線，設有月台閘門。月台長度為312米，可對應新幹線車輛（1節為25米）12節編組。

### 月台配置
| 月台       | 路線       | 方向 | 目的地                             |
| ---------- | ---------- | ---- | ---------------------------------- |
| 新幹線月台 |            |      |                                    |
| 11         | 北陸新幹線 | 上行 | 長野、高崎、東京方向               |
| 12         | 北陸新幹線 | 下行 | 上越妙高、富山、金澤方向           |
| 在來線月台 |            |      |                                    |
| 1、2       | ■飯山線    | 上行 | 豐野、長野方向                     |
| 1、2       | ■飯山線    | 下行 | 戶狩野澤溫泉、十日町、越後川口方向 |

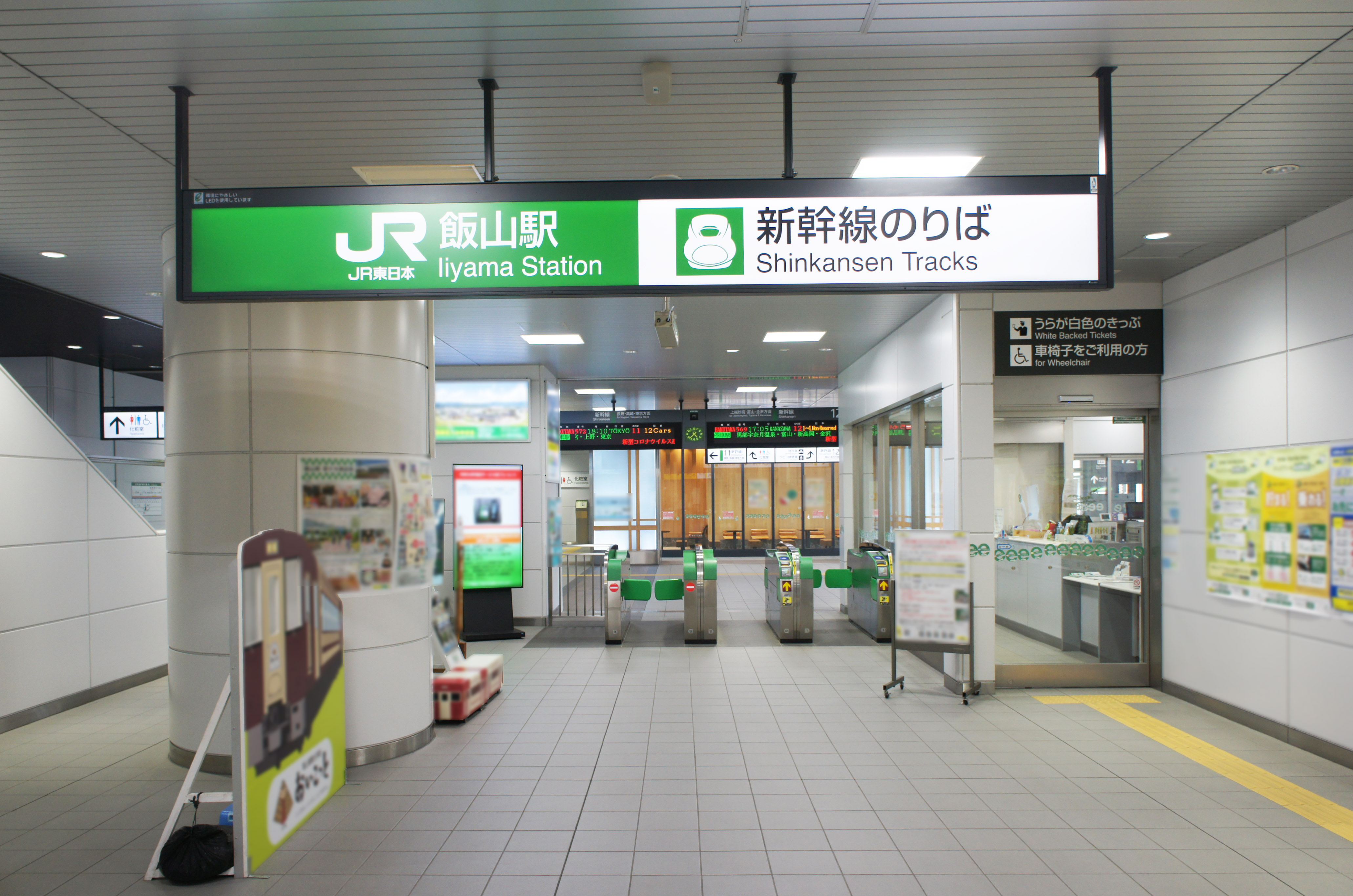
新幹線檢票口（2021年8月）
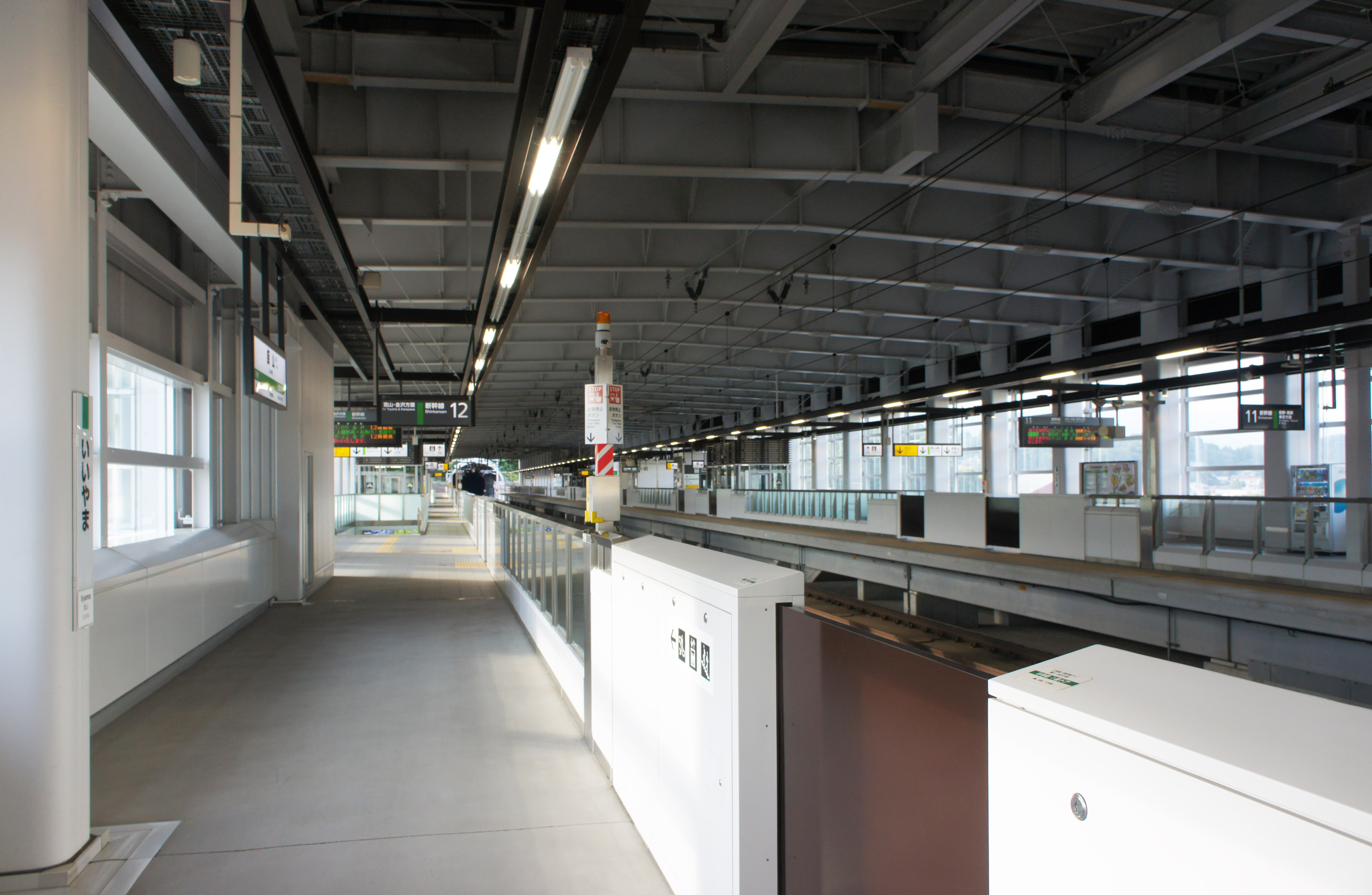
新幹線月台（2021年8月）
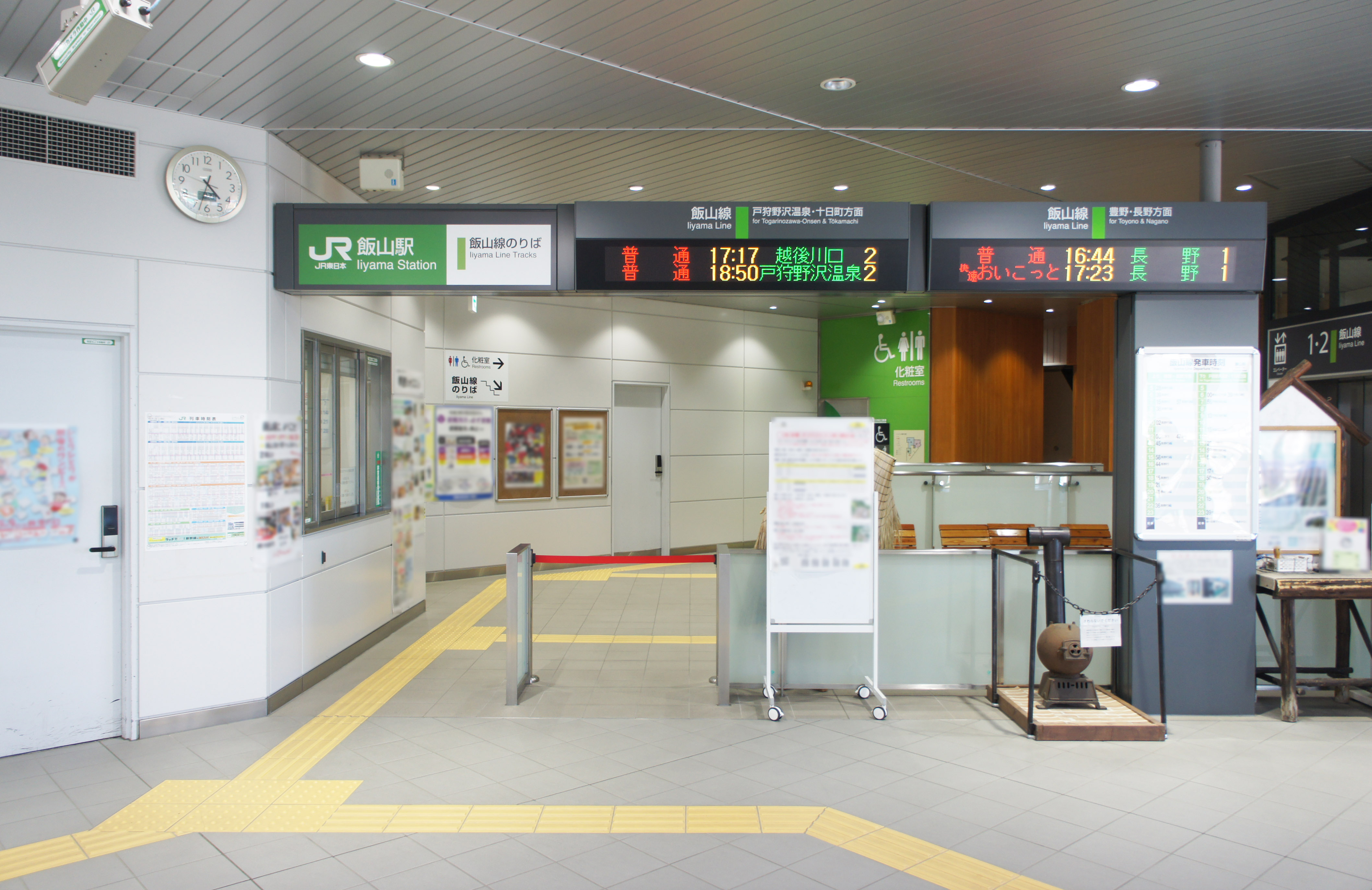
在來線檢票口（2021年8月）
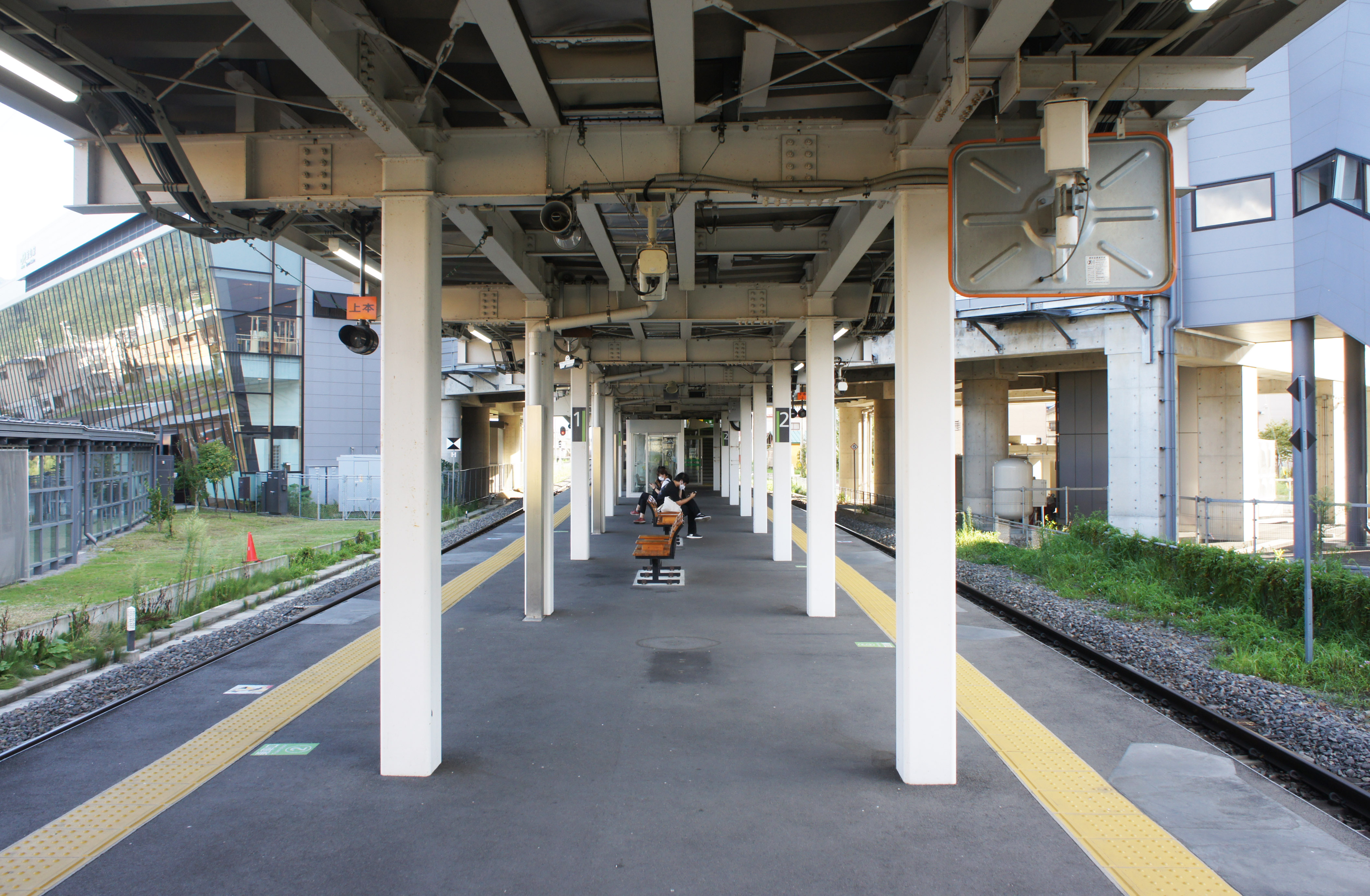
在來線月台（2021年8月）

## 歷史
- 1921年10月20日：飯山鐵道飯山站開業。
- 1944年6月1日：飯山鐵道國有化，編入國鐵飯山線的車站。
- 1987年4月1日：國鐵分割民營化，車站由東日本旅客鐵道繼承。
- 2013年12月2日：首輛試行列車「East-i」於早上4:04駛進新幹線車站月台。[6]
- 2014年7月5日-6日：因配合接駁路軌至新站舍，部份列車暫時停駛。[7]
- 2014年11月9日：新車站在來線月台啟用（向長野方向遷移約300米）。[2]
- 2015年3月14日：新幹線車站開業。[8]

## 相鄰車站
東日本旅客鐵道（JR東日本）
北陸新幹線
長野－飯山－上越妙高
■飯山線
蓮－飯山－北飯山

## 外部連結
- 飯山站（JR東日本） （页面存档备份，存于）